# Bernd Neumann (Politiker)

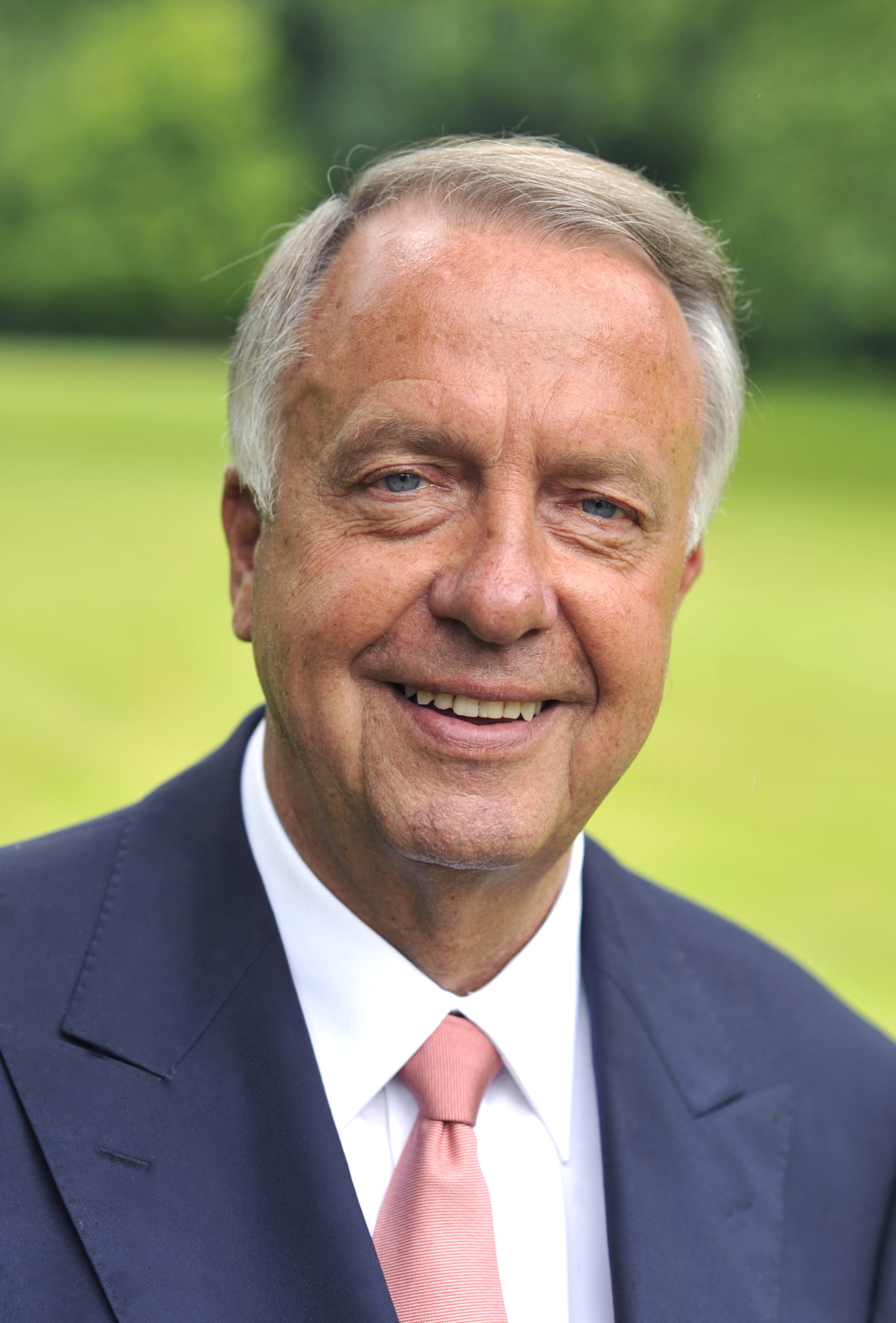
Bernd Neumann

Bernd Otto Neumann (* 6. Januar 1942 in Elbing) ist ein früherer deutscher Politiker (CDU) und seit 2014 Präsident der Filmförderungsanstalt (FFA).
Von 1991 bis 1994 war Neumann Parlamentarischer Staatssekretär beim Bundesminister für Forschung und Technologie und von 1994 bis 1998 beim Bundesminister für Bildung, Wissenschaft, Forschung und Technologie. Von 2005 bis 2013 war Neumann Staatsminister bei der Bundeskanzlerin und Beauftragter der Bundesregierung für Kultur und Medien (Kulturstaatsminister).

## Biografie

### Familie, Ausbildung und Beruf
Nach der Vertreibung aus Westpreußen kam die dreiköpfige Familie Neumann im Winter 1945 mit einem Flüchtlingstreck in die Lüneburger Heide. Die Eltern verdienten zunächst den Lebensunterhalt in der Landwirtschaft. 1953 zog die Familie nach Bremen, wo Neumann seine weitere Kindheit und Jugend verbrachte. Nach dem Abitur 1961 am Gerhard-Rohlfs-Gymnasium in Vegesack leistete er zunächst seinen Wehrdienst. Von 1963 bis 1966 studierte er an der Pädagogischen Hochschule Bremen.
Anschließend war er als Realschullehrer in der Schule an der Kerschensteinerstraße in Bremen-Vegesack tätig. 1971 wurde Neumann für seine politischen Tätigkeiten vom Dienst beurlaubt.
Neumann ist in zweiter Ehe verheiratet und hat zwei Kinder.

### Politik

#### Partei
Seit 1962 ist Neumann Mitglied der CDU. Hier engagierte er sich zunächst in der Jungen Union, deren Landesvorsitzender in Bremen er von 1967 bis 1973 war. Von 1969 bis 1973 gehörte er auch dem JU-Bundesvorstand an, seit 1971 als stellvertretender Bundesvorsitzender.
Neumann ist seit 1967 Mitglied des bremischen CDU-Landesvorstandes. Von 1979 bis 2008 war er Landesvorsitzender der CDU Bremen und damit bundesweit der am längsten amtierende in der Geschichte der Partei. Bei den Bürgerschaftswahlen 1975, 1979 und 1983 war Neumann Spitzenkandidat der CDU für das Amt des Bürgermeisters und Präsidenten des Senats der Stadt Bremen, konnte sich jedoch bei allen drei Wahlgängen nicht gegen Amtsinhaber Hans Koschnick (SPD) durchsetzen. Von 1975 bis 2008 gehörte Neumann auch dem CDU-Bundesvorstand an, sein Nachfolger wurde Thomas Röwekamp.

#### Abgeordneter
Von 1971 bis 1987 gehörte Neumann der Bremischen Bürgerschaft an. Hier war er ab 1973 Vorsitzender der CDU-Fraktion.
Von 1987 bis 2013 war Neumann Mitglied des Deutschen Bundestages. Hier war er von 1998 bis 2005 Obmann der CDU/CSU-Bundestagsfraktion im Ausschuss für Kultur und Medien.
Bernd Neumann ist stets über die Landesliste Bremen in den Bundestag eingezogen. Sein Heimatwahlkreis ist Bremen II – Bremerhaven. Bei der Bundestagswahl 2013 trat er nicht mehr an.

### Öffentliche Ämter

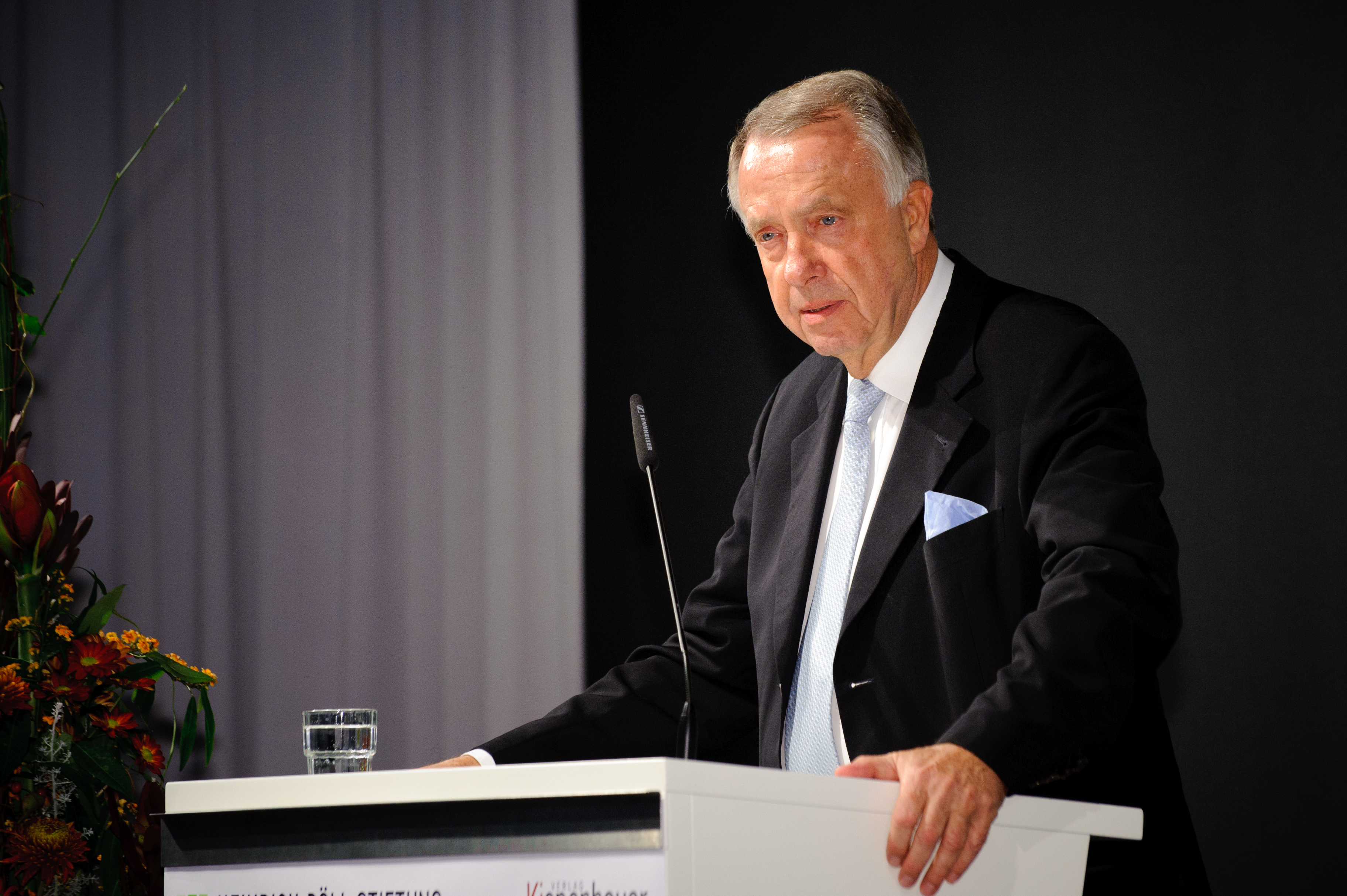
Bernd Neumann während einer Rede (2010)

Am 24. Januar 1991 wurde Neumann als Parlamentarischer Staatssekretär beim Bundesminister für Forschung und Technologie in das von Bundeskanzler Helmut Kohl nach der Bundestagswahl 1990 Tage zuvor gebildete Kabinett Kohl IV berufen. Nach der Bundestagswahl im Oktober 1994 wechselte er in gleicher Funktion zum Bundesminister für Bildung, Wissenschaft, Forschung und Technologie. Nach der Bundestagswahl 1998 (Regierungswechsel Kabinett Kohl V => Kabinett Schröder I) schied er am 26. Oktober 1998 aus dem Amt.
Am 22. November 2005 wurde Neumann zum Staatsminister im Bundeskanzleramt und Beauftragten der Bundesregierung für Kultur und Medien ernannt und amtierte bis zum 17. Dezember 2013. Seine Amtszeit fand bei Kulturschaffenden und auch Oppositionellen Anklang und kann als im Stillen erfolgreich beschrieben werden. Besonders unterstützt wurde von ihm der deutsche Film.
Von 2006 bis 2017 war er als Vertreter des Bundes im ZDF-Verwaltungsrat.
Zum 1. Januar 2007 rief er den Deutsche Filmförderfonds (DFFF) mit dem Ziel ins Leben, deutsche Produktionen zu unterstützen und wettbewerbliche Nachteile gegenüber Ländern wie England oder Frankreich auszugleichen.
Anfang November 2009 geriet Neumanns Behörde in die öffentliche Kritik, nachdem Medien über die Zensur von Ausstellungstexten des ihrem Zuständigkeitsbereich unterstellten Deutschen Historischen Museums berichtet hatten.
Neumann war bis 2013 Vorsitzender des Aufsichtsrates der Kulturveranstaltungen des Bundes in Berlin GmbH sowie Vorsitzender des Stiftungsrates der Kulturstiftung des Bundes, der Stiftung Preußischer Kulturbesitz und des Jüdischen Museums. Ihm folgte jeweils seine Nachfolgerin im Amt des Staatsministers Monika Grütters nach.
Neumann wurde am 12. Februar 2014 auf der konstituierenden Sitzung zum neuen Vorsitzenden des FFA-Verwaltungsrats gewählt und ist damit zugleich Vorsitzender des FFA-Präsidiums (damit Nachfolger von Eberhard Junkersdorf).

### Vorgehen gegen Abmahnkostendeckelung
Im Februar 2013 setzte sich Neumann intern gegen das geplante „Anti-Abzock-Gesetz“ der Bundesregierung (Kabinett Merkel II) ein, das Verbraucher vor den Auswüchsen des Abmahnens zur Gewinnerzielung (anstatt zum Sicherstellen der Unterlassung) schützen soll. Der Entwurf solle nochmals abgeändert werden: Zu unrecht Abgemahnte sollen nur noch eingeschränkt Anspruch auf die Erstattung ihrer Anwaltskosten haben, die Deckelung des Streitwerts ebenfalls über vage formulierte Ausnahmen abgeschwächt werden. (Näheres hier)

### Rede zum 80. Jahrestag der „Machtergreifung“ der Nationalsozialisten
Ebenfalls 2013 betonte Neumann angesichts unzureichender Kenntnisse der jüngeren Generation zur Unterscheidung von Demokratie und Diktatur die Wichtigkeit der Beschreibung der Grundlagen und Ausgangspunkte des Entstehens totalitärer Systeme. Die Herstellung von Gegenwartsbezügen sei gemäß Neumann keine Relativierung von früheren Geschehnissen, sondern ermögliche den kritischen Blick auf beunruhigende, denen der 1920er Jahre gleichende, Entwicklungen.

## Kritik

### Kontroverse über die Behandlung von Gedichten des Schriftstellers Erich Fried
Am 3. November 1977 beriet die Bremer Bürgerschaft über einen Antrag der Bremer CDU, Erich Frieds Gedichte aus dem Lehrplan zu streichen. Fried hatte sich in dem Gedicht Die Anfrage gegen die Hetzjagd gegen die RAF und Ulrike Meinhof gewandt. Neumann bezeichnete derartige Werke "als grundgesetzwidrig" und sagte, provoziert durch einen Zwischenruf, „so etwas würde ich lieber verbrannt sehen“". Kurz nach dieser Äußerung entschuldigte er sich bei Fried, der die Entschuldigung annahm.

### Digitalisierungsförderung der Filmtheater
Neumann wird vorgeworfen, als Kulturstaatsminister im Zuge der Digitalisierung der Filmtheater kleine Kinos als „Drop-Outs“ bezeichnet und damit impliziert zu haben, dass diese nicht gefördert werden sollten. Tatsächlich war „Drop-out-Kinos“ der Fachbegriff für Kinos, die die Mindestanforderungen der Digitalisierungsförderung 2011–2014 nicht erfüllten. Für diese Kinos legte die BKM im August 2014 eine eigene Digitalisierungsförderung auf.

## Kabinette
- Kabinett Kohl IV – Kabinett Kohl V
- Kabinett Merkel I – Kabinett Merkel II

## Ehrungen
- 2007: Commandeur de l´Ordre des Arts et des Lettres[33]
- 2011: Prof. Dr. h. c. der Universität Pécs, Ungarn verliehen.[34]
- 2014: Kulturgroschen
- 2014: Bundesverdienstkreuz 1. Klasse
- 2019: Senatsmedaille für Kunst und Wissenschaft der Freien Hansestadt Bremen